# Joan Rosembach
 Joan Rosembach  (segle xv, Heidelberg, Sacre Imperi Romanogermànic - novembre de 1530, Barcelona) fou un prevere i tipògraf alemany, establert a Catalunya, considerat l'impressor o tipògraf probablement més important del seu temps a Catalunya.

## Biografia
De jove es desplaçà a Catalunya, com un més dels alemanys que hi introduïren la tipografia. Cap al 1492 consta que ja estava establert a Barcelona, si bé en anys anteriors havia treballat a València. Va establir-se temporalment a Tarragona, segurament de forma discontínua, entre el 1498 i el 1500. Igualment, entre el 1500 i el 1503 alterna la seva residència entre Barcelona i Perpinyà, on hi imprimeix el Vocabolari molt profitos per apendre Lo Catalan Alamany y lo Alamany Catalan. Es coneix també que el 1512 fa una nova estada a Perpinyà i que a final del mateix any resideix temporalment a Alemanya. En els períodes 1518-1521 i 1523-1524 treballa en un taller instal·lat a Montserrat, on el monestir li cedí una casa a Olesa de Montserrat, d'on en surt una sèrie de llibres litúrgics.

## Obra

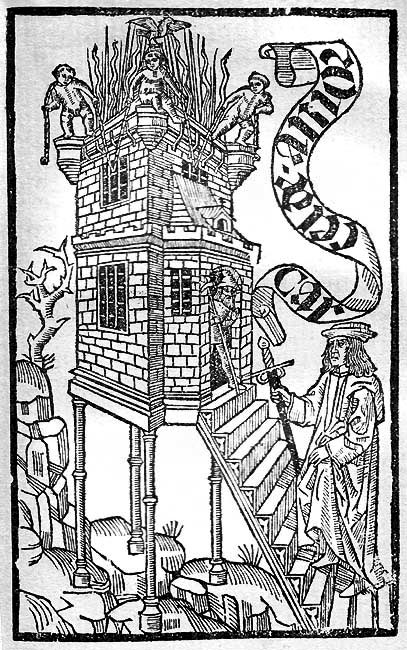
Imatge del llibre Lo càrcer d'amor, imprès per Joan Rosembach a Barcelona el 1493

De la seva vasta producció se'n coneix una part molt minsa (uns noranta títols). En destaquem els següents:

### Obra impresa a Barcelona
- Biblia parva (1492); d'autor anònim, presentat com a "bisbe de Jaén".[3]
- De modo epistolandi (1493); de Franciscus Niger.[4]
- Lo càrcer d'amor (1493); de Diego de San Pedro (novel·la), traduïda per Bernardí Vallmanya en estil de valenciana prosa. Segurament el primer llibre il·lustrat de la impremta catalana.[5]
- Flos sanctorum (1494); traduïda al català.[6]
- Constitucions fetes per lo il·lustríssimo e sereníssimo rei don Fernando en la segona cort de Catalunya (1494).[7]
- Llibre dels àngels (1494); de Francesc Eiximenis.[8][9]
- Llibre de les dones (1495); de Francesc Eiximenis.[10]
- Històries e conquestas de Catalunya (1495); de Pere Tomic.[11]
  - 1519.[12]
- Memorial del pecador remut (1495); de Felip de Malla.[13]
- Missale vicense (1496); imprès conjuntament amb Joan Luschner, Rosenheyer i Preus, per encàrrec del bisbe de Vic.
- Grammatica (1497); de Elio Antonio de Nebrija.
- Missale parvum elnense (1506).[14]Portada de l'edició de 1507 del Compendi utilissim contra pestilencia de 1507.

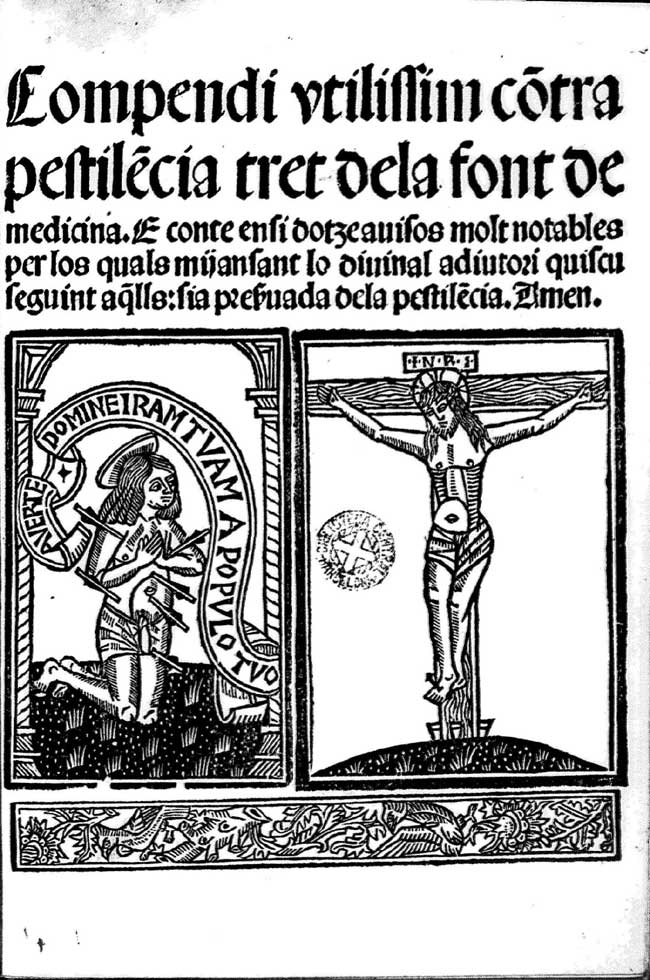
Portada de l'edició de 1507 del Compendi utilissim contra pestilencia de 1507.

- Compendi utilíssim contra pestilència, tret de la font de medicina (1507); de Valasco de Taranto, traduït del llatí per Joan Vilar.[15]
- Pràctica o repertori utilíssim de cirurgia (1508); de Gui de Caulac, traduït al català per Narcís Solà.
- Ordinarium sacramentorum (1508), per al Bisbat de Vic.
- Ordinarium Sacramentorum secundu[m] ritum dioecesis Elnensis (1509).
- Llunari (1510); de Bernat de Granollacs.[16]
- Recol·lecta de tots los privilegis, provisions, pragmàtiques e ordinacions de la fidelíssima vila de Perpinyà (1510).
- Constitucions fetes per Ferran II a les corts de Montsó (1510).
- Libro de música práctica de Francesc Tovar (1510).[17]
- Contemplació sobre la passió de Jesucrist, intitulada Soliloqui (1513).
- Introductiones in latinam grammaticam (1514); de Elio Antonio de Nebrija.
- Espill de la vida religiosa (1515).[18]
- Officium beatae Mariae Virginis secundum usum Elnensis dioecesis (1516).
- Consolat de Mar (1518).
- Lo primer del Cartoixà (1518); traducció de Joan Roís de Corella.[19]
- Liber in examen apothecariorum (1521); de Pere Benet Mateu (una de les més antigues farmacopees d'Europa).
- Vita Christi (1522); atribuïda a sant Bonaventura.
- Introductiones in latinam grammaticam (1523); de Elio Antonio de Nebrija, reimpressió de 1.100 exemplars d'aquesta obra.[20]
- Missale Dertusense (1524).
- Opera (1525); de Virgili.
- Ordinarium Sacramentorum secundum ritum ecclesie Tarraconensis (1530); darrera obra seva de la que se'n té notícia.[21]

### Obra impresa a Tarragona

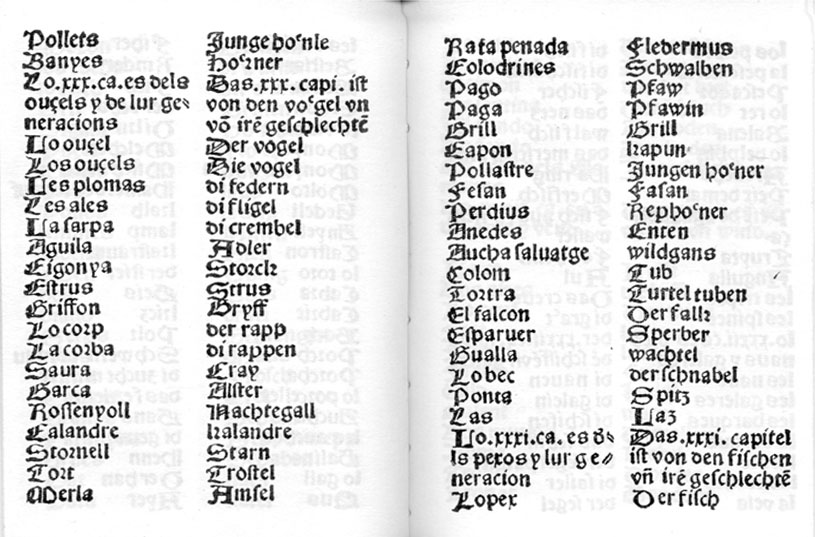
Pàgines del Vocabolari imprès a Perpinyà el 1502 referides al ocells

- Breviarum secundum consuetudinem ecclesiae tarraconensis (1498)
- Missale secundum consuetudinem ecclesiae tarraconensis (1499).

### Obra impresa a Perpinyà
- Breviarum Elnense (1500)
- Vocabolari molt profitos per apendre Lo Catalan Alamany y lo Alamany Catalan (1502).[22]
- Cirurgia (1503); de Pere de Argilata, traduïda per Narcís Solà, metge de Barcelona.[23]

### Obra impresa a Montserrat
- Diurnale (1518).
- Breviarum (1519)
- Horae Beatae Mariae
- Lectionarium dominicale
- Lectionarium Sanctorale